# Mac McClung
Matthew Ford "Mac" McClung (Gate City, Virginia, 6 de enero de 1999) es un baloncestista estadounidense que pertenece a la plantilla de los Orlando Magic de la NBA, con un contrato dual que le permite jugar también con el filial de la G League, los Osceola Magic. Con 1,88 metros de estatura, juega en la posición de base.

## Trayectoria deportiva

### Universidad
Jugó dos temporadas con los Hoyas de la Universidad de Georgetown, en las que promedió 14,2 puntos, 2,8 rebotes, 2,2 asistencias y 1,1 robos de balón por partido. En su primera temporada fue elegido novato del año de la Big East Conference. Al término de su segunda temporada de declaró elegible para el draft de la NBA de 2020, pero el 13 de mayo se retiró del draft y entró en el portal de transferencias de la NCAA.
Fue transferido a los Texas Tech de la Universidad Tecnológica de Texas, donde jugó una temporada más, promediando 15,5 puntos, 2,7 rebotes y 2,1 asistencias por encuentro. En abril de 2021 se declaró nuevamente para el Draft de la NBA, renunciando a su carrera académica.

#### Estadísticas
| Año     | Equipo     | PJ | PT | MPP  | %TC  | %3P  | %TL  | RPP | APP | ROB | TPP | PPP  |
| ------- | ---------- | -- | -- | ---- | ---- | ---- | ---- | --- | --- | --- | --- | ---- |
| 2018–19 | Georgetown | 29 | 29 | 26.4 | .392 | .277 | .798 | 2.6 | 2.0 | .8  | .1  | 13.1 |
| 2019–20 | Georgetown | 21 | 20 | 26.8 | .394 | .323 | .802 | 3.1 | 2.4 | 1.4 | .2  | 15.7 |
| 2020–21 | Texas Tech | 29 | 29 | 30.2 | .419 | .343 | .793 | 2.7 | 2.1 | .8  | .3  | 15.5 |
| Total   | Total      | 79 | 78 | 27.9 | .403 | .313 | .797 | 2.8 | 2.2 | 1.0 | .2  | 14.7 |

### Profesional
Tras no ser elegido en el Draft de la NBA de 2021, disputó las Ligas de Verano de la NBA con Los Angeles Lakers, y posteriormente firmó con el equipo el 10 de agosto de 2021. Sin embargo, fue despedido el 13 de octubre. El 23 de octubre firmó con los South Bay Lakers como jugador afiliado. En 13 partidos, promedió 19,5 puntos, 3,6 rebotes y 6,2 asistencias por noche.
El 22 de diciembre de 2021, McClung firmó un contrato de 10 días con los Chicago Bulls, y renovó por diez días más el 1 de enero de 2022. El 4 de enero fue asignado a su filial, los Windy City Bulls, donde jugó un único partido, anotando 19 puntos, para regresar de nuevo al primer equipo. Al término del contrato fue readquirido por los South Bay Lakers. Fue nombrado Rookie del año de la G League. Y el 9 de abril firma un contrato dual con Los Angeles Lakers, con los que debuta el día siguiente anotando 6 puntos.
El 22 de julio de 2022 firmó un contrato no garantizado de un año con Golden State Warriors, pero el 3 de octubre es cortado. El 9 de octubre firma con Philadelphia 76ers, pero es cortado al día siguiente. Finalmente, el 4 de noviembre se une a los Delaware Blue Coats de la NBA G League. En enero de 2023 se hace oficial su participación en el Concurso de Mates de la NBA que se celebraría en el All-Star de Salt Lake City de 2023, siendo el primer jugador de la G League que participaría en él. Pero el 14 de febrero de 2023, firma un contrato dual con los Philadelphia 76ers. El 18 de febrero se proclama vencedor del concurso de mates de 2023.
El 13 de septiembre de 2023 firmó con los Orlando Magic, pero fue despedido el 21 de octubre. El 2 de noviembre se incorporó a su filial, los Osceola Magic. El 18 de diciembre la NBA anunció que sería invitado nuevamente al Concurso de Mates de la NBA para defender su título, pese a no pertenecer a ninguna franquicia. El 17 de febrero de 2024 revalidó su título como campeón del concurso de mates. Finalizó la temporada promediando 25,7 puntos, 4,7 rebotes y 6,6 asistencias en 27 partidos, lo que le valío para ser elegido MVP de la NBA G League.
En septiembre de 2024, realiza la pretemporada con Orlando Magic, buscando un contrato con el primer equipo. El 19 de octubre consigue un contrato dual con Orlando Magic, que le permite jugar también con el filial de la G League, los Osceola Magic. El 15 de febrero de 2025 ganó su tercer concurso de mates consecutivo, uniéndose a Nate Robinson como los jugadores con más títulos.

## Estadísticas de su carrera en la NBA

### Temporada regular
| Año     | Equipo       | PJ | PT | MPP  | %TC   | %3P  | %TL   | RPP | APP | ROB | TPP | PPP  |
| ------- | ------------ | -- | -- | ---- | ----- | ---- | ----- | --- | --- | --- | --- | ---- |
| 2021-22 | Chicago      | 1  | 0  | 3.0  | 1.000 | —    | —     | .0  | .0  | .0  | .0  | 2.0  |
| 2021-22 | L.A. Lakers  | 1  | 0  | 22.0 | .400  | .333 | 1.000 | 3.0 | 1.0 | 1.0 | 1.0 | 6.0  |
| 2022-23 | Philadelphia | 2  | 0  | 20.5 | .450  | .364 | .600  | 5.0 | 4.5 | .0  | .0  | 12.5 |
| 2024-25 | Orlando      | 2  | 0  | 5.0  | .000  | .000 | —     | .5  | 1.5 | .0  | .0  | .0   |
| Total   | Total        | 6  | 0  | 12.7 | .429  | .333 | .667  | 2.3 | 2.2 | .2  | .2  | 5.5  |